# 433 Eros
433 Eros là một tiểu hành tinh gần Trái Đất (NEA) được phát hiện năm 1898, và là tiểu hành tinh đầu tiên được quay quanh quỹ đạo bởi một tàu thăm dò (năm 2000). Nó là một tiểu hành tinh loại S có kích thước khoảng 34,4×11,2×11,2 km, là NEA lớn thứ nhì sau 1036 Ganymed, và thuộc nhóm Amor.
Eros là một tiểu hành tinh đi qua Sao Hỏa, là tiểu hành tinh đầu tiên được biết đến vào trong quỹ đạo Sao Hỏa. Các vật thể trong một quỹ đạo có thể vẫn ở đó vài trăm triệu năm trước khi quỹ đạo bị bị nhiễu loạn bởi các tương tác hấp dẫn. Tích hợp động học cho thấy rằng Eros có thể phát triển thành một băng qua Trái Đất trong khoảng thời gian ít nhất là 2 triệu năm, và có một cơ hội khoảng 50% làm như vậy trên một quy mô thời gian 108–109 năm. Nó là một tiểu hành tinh có tiềm năng tương tác với Trái Đất, được tin là có tương tác lớn hơn tương tác của Chicxulub Crater đã dẫn đến sự tuyệt chủng của khủng long.
433 Eros là mục tiêu khảo sát chính của NEAR Shoemaker.